# Jean Béliveau
Jean Béliveau (31. srpna 1931 Trois-Rivières, Kanada – 2. prosince 2014 Longueuil, Kanada) byl kanadský lední hokejista. Hrával v Národní hokejové lize, je desetinásobným vítězem Stanley Cupu jako hráč, později se sedmkrát podílel na zisku Stanley Cupu jako člen realizačního týmu. Od roku 1972 je členem Hokejové síně slávy. U příležitosti 100. výročí NHL byl v lednu 2017 vybrán jako jeden ze sta nejlepších hráčů historie ligy.

## Hráčská kariéra
Jako dorostenec hrával za týmy Victoriaville Panthers a Quebec Citadelles v juniorské lize v Quebecu. V té době hrával na dobré úrovni také baseball. Jako patnáctiletého si jej všiml manažer Montrealu Canadiens Frank Selke a smluvně si jej do budoucna pojistil – v případě, že se rozhodně stát profesionálem, bude patřit Montrealu Canadiens. Mezitím se Jean Béliveau stal hvězdou amatérské quebecké seniorské ligy (QSHL), v níž hrával za Quebec Aces. V sezóně 1952/53 zvítězil v kanadském bodování QSHL, přesto o profesionální hokej zájem příliš neměl a za Canadiens odehrál jen několik utkání. Frank Selke se snažil dostat jej do týmu, což nakonec v Montrealu vyřešili tak, že klub koupil QSHL a změnil její statut z amatérské na nižší profesionální. Tím byl Béliveau jakožto profesionální hokejista nucen stát se podle předchozí smlouvy hráčem Montrealu Canadiens. V dalších letech se již stal hvězdou NHL. V roce 1956 zvítězil v kanadském bodování ligy a získal Hartovu trofej pro nejužitečnějšího hráče. Během osmnácti sezón s Canadiens získal desetkrát Stanley Cup. V šedesátých letech byl dlouholetým kapitánem. Byl respektovaným vůdcem týmu, ale velké uznání měl i u fanoušků a protihráčů. V roce 1965 se stal prvním držitelem nově zavedené Conn Smythe Trophy – ocenění pro nejužitečnějšího hráče play-off. O tři roky později jako druhý hráč historie NHL překonal hranici tisíce kanadských bodů (po Gordie Howeovi). 
 V Montrealu strávil celou svou profesionální kariéru. Když v roce 1971 končil, byl s 507 góly, 712 asistencemi a celkem 1219 kanadskými body historicky nejproduktivnějším hráčem a druhým nejlepším střelcem Montrealu. V play off přidal dalších 79 gólů a 97 asistencí, což přestavovalo rekord historie bojů o Stanley Cup. Po skončení aktivní kariéry pracoval v klubu na různých postech a podílel se na zisku dalších 7 titulů. Celkovým počtem 17 Stanley Cupů stojí historicky na prvním místě.

## Osobní život
V roce 1953 se oženil s Elisou Coutureovou, mají dceru Hélène. Po ukončení aktivní kariéry kromě funkcí u klubu založil Jean Béliveau Foundation, která se v roce 1993 změnila v nadaci podporující postižené děti. V roce 1994 mu byla nabídnuta funkce Generálního guvernéra Kanady, kterou ale z rodinných důvodů odmítl. Je také držitelem řady ocenění mimo hokejových kruhů, mj. držitelem Národního řádu Quebecu (National Order of Quebec), od roku 1998 nejvyššího kanadského vyznamenání Order of Canada, čestných doktorátů univerzit (např. McGill University či Université Laval). Od roku 2001 je jeho jméno uvedeno na Kanadském chodníku slávy.

## Úspěchy a ocenění
Týmové
- desetinásobný vítěz Stanley Cupu jako hráč, sedminásobný jako člen realizačního týmu

Individuální
- šestkrát člen All-Star týmu NHL v letech 1955, 1956, 1957, 1959, 1960, 1961
- čtyřikrát člen druhého All-Star týmu – 1958, 1964, 1966, 1969
- 14× účast v NHL All-Star Game
- Art Ross Trophy 1956
- Hart Memorial Trophy 1956, 1964
- Conn Smythe Trophy 1965
- člen Hokejové síně slávy od roku 1972
- v žebříčku 100 nejlepších hráčů historie podle týdeníku The Hockey News z roku 1998 označen jako č. 7

## Rekordy
- nejvíce Stanley Cupů jako hráč a člen realizačního týmu – 17

Překonané rekordy
- nejproduktivnější hráč play-off – 176 bodů, překonán od té doby dvanácti hráči

Klubové
- nejdéle sloužící kapitán Montreal Canadiens (spolu se Saku Koivu)
- nejproduktivnější hráč historie Montreal Canadiens – překonal jej později Guy Lafleur

## Klubové statistiky
| Sezona                 | Klub                 | Soutěž     | Základní část | Základní část | Základní část | Základní část | Základní část | Play off | Play off | Play off | Play off | Play off |
| Sezona                 | Klub                 | Soutěž     | Z             | G             | A             | B             | TM            | Z        | G        | A        | B        | TM       |
| ---------------------- | -------------------- | ---------- | ------------- | ------------- | ------------- | ------------- | ------------- | -------- | -------- | -------- | -------- | -------- |
| 1947–48                | Victoriaville Tigres | QJHL       | 42            | 46            | 21            | 67            | —             | —        | —        | —        | —        | —        |
| 1948–49                | Victoriaville Tigres | QJHL       | 42            | 48            | 27            | 75            | 54            | 4        | 4        | 2        | 6        | 2        |
| 1949–50                | Quebec Citadelles    | QJHL       | 35            | 36            | 44            | 80            | 47            | 14       | 22       | 9        | 31       | 15       |
| 1950–51                | Quebec Citadelles    | QJHL       | 46            | 61            | 63            | 124           | 120           | 22       | 23       | 31       | 54       | 76       |
| 1950–51                | Quebec Aces          | QMHL       | 1             | 2             | 1             | 3             | 0             | —        | —        | —        | —        | —        |
| 1950–51                | Montreal Canadiens   | NHL        | 2             | 1             | 1             | 2             | 0             | —        | —        | —        | —        | —        |
| 1951–52                | Quebec Aces          | QMHL       | 59            | 45            | 38            | 83            | 88            | 15       | 14       | 10       | 24       | 14       |
| 1952–53                | Quebec Aces          | QMHL       | 57            | 50            | 39            | 89            | 59            | 19       | 14       | 15       | 29       | 25       |
| 1952–53                | Montreal Canadiens   | NHL        | 3             | 5             | 0             | 5             | 0             | —        | —        | —        | —        | —        |
| 1953–54                | Montreal Canadiens   | NHL        | 44            | 13            | 21            | 34            | 22            | 10       | 2        | 8        | 10       | 4        |
| 1954–55                | Montreal Canadiens   | NHL        | 70            | 37            | 36            | 73            | 58            | 12       | 6        | 7        | 13       | 18       |
| 1955–56                | Montreal Canadiens   | NHL        | 70            | 47            | 41            | 88            | 143           | 10       | 12       | 7        | 19       | 22       |
| 1956–57                | Montreal Canadiens   | NHL        | 69            | 33            | 51            | 84            | 105           | 10       | 6        | 6        | 12       | 15       |
| 1957–58                | Montreal Canadiens   | NHL        | 55            | 27            | 32            | 59            | 93            | 10       | 4        | 8        | 12       | 10       |
| 1958–59                | Montreal Canadiens   | NHL        | 64            | 45            | 46            | 91            | 67            | 3        | 1        | 4        | 5        | 4        |
| 1959–60                | Montreal Canadiens   | NHL        | 60            | 34            | 40            | 74            | 57            | 8        | 5        | 2        | 7        | 6        |
| 1960–61                | Montreal Canadiens   | NHL        | 69            | 32            | 58            | 90            | 57            | 6        | 0        | 5        | 5        | 0        |
| 1961–62                | Montreal Canadiens   | NHL        | 43            | 18            | 23            | 41            | 36            | 6        | 2        | 1        | 3        | 4        |
| 1962–63                | Montreal Canadiens   | NHL        | 69            | 18            | 49            | 67            | 68            | 5        | 2        | 1        | 3        | 2        |
| 1963–64                | Montreal Canadiens   | NHL        | 68            | 28            | 50            | 78            | 42            | 5        | 2        | 0        | 2        | 18       |
| 1964–65                | Montreal Canadiens   | NHL        | 58            | 20            | 23            | 43            | 76            | 13       | 8        | 8        | 16       | 34       |
| 1965–66                | Montreal Canadiens   | NHL        | 67            | 29            | 48            | 77            | 50            | 10       | 5        | 5        | 10       | 6        |
| 1966–67                | Montreal Canadiens   | NHL        | 53            | 12            | 26            | 38            | 22            | 10       | 6        | 5        | 11       | 26       |
| 1967–68                | Montreal Canadiens   | NHL        | 59            | 31            | 37            | 68            | 28            | 10       | 7        | 4        | 11       | 6        |
| 1968–69                | Montreal Canadiens   | NHL        | 69            | 33            | 49            | 82            | 55            | 14       | 5        | 10       | 15       | 8        |
| 1969–70                | Montreal Canadiens   | NHL        | 63            | 19            | 30            | 49            | 10            | —        | —        | —        | —        | —        |
| 1970–71                | Montreal Canadiens   | NHL        | 70            | 25            | 51            | 76            | 40            | 20       | 6        | 16       | 22       | 28       |
| NHL celkem             | NHL celkem           | NHL celkem | 1125          | 507           | 712           | 1219          | 1029          | 162      | 79       | 97       | 176      | 211      |
| Konec hokejové kariéry |                      |            |               |               |               |               |               |          |          |          |          |          |